# Pruta

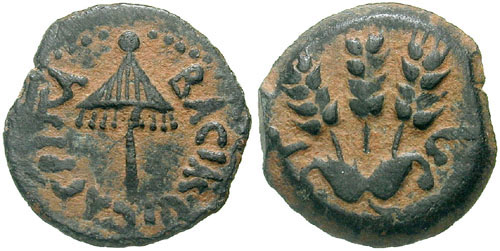
Pruta acuñada durante el reinado de Herodes Agripa I.

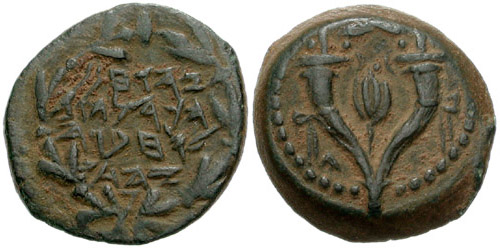
Pruta de Juan Hircano I (134 a. C. a 104 a. C.).
Anverso: Doble cornucopia.
Reverso: Cinco líneas de escritura hebrea antigua; leyendo "Yehochanan Kohen Gadol Chever Hayehudim" (Yehochanan el Sumo Sacerdote, Consejo de los Judíos)

Pruta (hebreo : פרוטה), también llamada Prutah es un término hebreo, usado para referirse a moneda de pequeña denominación. Durante la antigüedad esta moneda era una moneda de cobre baja denominación que circuló hasta la primera guerra judeo-romana. En años recientes y tras la fundación del Estado de Israel el nombre de Pruta se usó para referirse a la moneda que representaba una milésima parte de la lira israelí. Debido a la devaluación la moneda fue cambiada por el agorá (Que valía una centésima parte de una lira israelí), desapareciendo esta denominación.

## Historia

### Antigüedad
El prutah era una antigua moneda de cobre del período del Segundo Templo de Israel de bajo valor. En la antigüedad, una barra de pan valía alrededor de 10 prutot (plural de prutah). Un prutah también valía dos leptones, que era la denominación más pequeña acuñada por los reyes de las dinastías asmonea y herodiana.
Los prutot también fueron acuñados por los procuradores de la Judea romana, y más tarde fueron acuñados por los judíos durante la primera guerra judío-romana (a veces llamados "monedas de Masada").

### Estado de Israel
Entre 1948 y 1960, la prutah era una denominación monetaria en Israel.
El prutah se introdujo poco después del establecimiento del Estado de Israel, como la milésima parte de la libra israelí . 
Reemplazó al mil, que era la milésima parte de la libra palestina, moneda emitida por el Mandato Británico de Palestina antes de mayo de 1948.
La prutah fue abolida en 1960, cuando el gobierno israelí decidió cambiar la subdivisión de la libra israelí en 100 agorá. Esta medida fue necesaria debido a la constante devaluación de la libra israelí, que hizo que las monedas de menos de 10 prutas sean inesesarias.
| Imagen  | Imagen  | Valor Facial | Parámetros técnicos | Parámetros técnicos | Parámetros técnicos | Parámetros técnicos | Descripción                                 | Descripción                                    | Descripción |
| Reverso | Anverso | Valor Facial | Diámetro            | Espesor             | Peso                | Aleación            | Reverso                                     | Anverso                                        | Borde       |
| ------- | ------- | ------------ | ------------------- | ------------------- | ------------------- | ------------------- | ------------------------------------------- | ---------------------------------------------- | ----------- |
|         |         | 1 pruta      | 21,0 mm             | 1,59 mm             | 1,30 g              | Al                  | Áncora. ישראל اسرائيل ("Israel")            | Valor facial de la moneda entre ramas de olivo | Liso        |
|         |         | 5 pruta      | 20,0 mm             | 1,50 mm             | 3,20 g              | Ae                  | Lira. ישראל اسرائيل ("Israel")              | Valor facial de la moneda entre ramas de olivo | Liso        |
|         |         | 10 pruta     | 27,0 mm             | 1,52 mm             | 6,10 g              | Ae                  | Ánfora. ישראל اسرائيل ("Israel")            | Valor facial de la moneda entre ramas de olivo | Liso        |
|         |         | 25 pruta     | 19,5 mm             | 1,32 mm             | 2,80 g              | Cu-Ni               | Racimo de uva. ישראל اسرائيل ("Israel")     | Valor facial de la moneda entre ramas de olivo | Estriado    |
|         |         | 50 pruta     | 23,5 mm             | 1,76 mm             | 5,69 g              | Cu-Ni               | Hoja de la vid. ישראל اسرائيل ("Israel")    | Valor facial de la moneda entre ramas de olivo | Estriado    |
|         |         | 100 pruta    | 28'5 mm             | 2,40 mm             | 11,30 g             | Cu-Ni               | Palmera. ישראל اسرائيل ("Israel")           | Valor facial de la moneda entre ramas de olivo | Estriado    |
|         |         | 250 pruta    | 32,2 mm             |                     | 14,10 g             | Cu-Ni               | Espigas de cebada. ישראל اسرائيل ("Israel") | Valor facial de la moneda entre ramas de olivo | Estriado    |
|         |         | 500 pruta    | 37,1 mm             |                     | 25,0 g              | Cu-Ni               | Planta de Granada. ישראל اسرائيل ("Israel") | Valor facial de la moneda entre ramas de olivo | Estriado    |